# جنون سرعت: مسابقات زیرزمینی ۲
جنون سرعت: مسابقات زیرزمینی ۲(به انگلیسی: Need for Speed: Underground 2) (NFSU2) یک بازی مسابقه‌ای است که در سال ۲۰۰۴ توسط الکترونیک آرتز برای پلتفرم‌های ویندوز، گیم‌بوی ادونس، گیم‌کیوب، پلی‌استیشن ۲، ایکس‌باکس، پلی‌استیشن همراه، نینتندو دی‌اس و گوشی‌های تلفن همراه تولید و انتشار یافته است. این عنوان در واقع هشتمین شماره از این مجموعه بازی و ادامه مستقیم بازی جنون سرعت: مسابقات زیرزمینی می‌باشد. این بازی یک محصول موفق در بازار بوده و توانست رکورد فروش در انگلستان را بشکند.